# Angelo Dell'Acqua
Angelo Dell'Acqua OSsCA (Milão, 9 de dezembro de 1903 - Lourdes, 27 de agosto de 1972) foi um cardeal italiano da Igreja Católica Romana que serviu como vigário-geral de Roma de 1968 até sua morte, e foi elevado ao cardinalato em 1967.

## Biografia
Dell'Acqua nasceu em Milão para Giovanni Dell'Acqua e sua esposa Giuseppina Varalli. Estudou nos seminários de Monza e Milão (doutorado em teologia no último) e na Pontifícia Universidade Gregoriana de Roma, onde obteve o doutorado em direito canônico. Após receber o diaconato em 19 de dezembro de 1925, Dell'Aqua foi ordenado presbítero por Dom Eugenio Cardeal Tosi, OSsCA, em 9 de maio de 1926. Ele empreendeu ministério pastoral em Milão e foi secretário particular de seu Arcebispo de 1928 a 1929. Terminou seus estudos em 1931, foi elevado ao posto de Camareiro Secreto de Sua Santidade em 19 de dezembro do mesmo ano. Dell'Acqua foi secretário da delegação apostólica na Turquia e na Grécia de 1931 a 1935. Ele então trabalhou como reitor do Seminário Maior da Diocese de Roma até 1938, período durante o qual foi nomeado Prelado Doméstico de Sua Santidade em 15 de junho de 1936.
Em 1938, Dell'Acqua ingressou na Cúria Romana como funcionário da Secretaria de Estado, enquanto desempenhava o trabalho pastoral em Roma, até 1950. Posteriormente foi Subsecretário Adjunto da Sagrada Congregação para Assuntos Eclesiais Extraordinários (28 de agosto de 1950). Em 1º de novembro de 1954, ele sucedeu o arcebispo Giovanni Battista Montini, que foi nomeado Arcebispo de Milão no mesmo dia, como Substituto da Secretaria de Estado.
Em 14 de dezembro de 1958, Dell'Acqua foi nomeado arcebispo titular de Calcedônia pelo Papa João XXIII. Ele recebeu sua consagração episcopal em 27 de dezembro do Papa João, com os bispos Dom Frei Girolamo Bortignon, OFMCap, e Dom Gioacchino Muccin servindo como co-consagrantes. De 1962 a 1965, Dell'Acqua participou do Concílio Vaticano II.
O Papa Paulo VI criou-o cardeal-presbítero de Ss. Ambrósio e Carlos no consistório de 26 de junho de 1967, com antecedência para a nomeação de Dell'Acqua como o primeiro presidente da Prefeitura para os Assuntos Econômicos da Santa Sé em 23 de setembro do mesmo ano. O cardeal Dell'Acqua foi nomeado Vigário Geral de Roma e, portanto, responsável pela pastoral da diocese em nome do Bispo de Roma, e representou Paulo VI no funeral do senador Robert Kennedy em 8 de junho de 1968. O cardeal Dell'Acqua recebeu doutorados honorários da Universidade Loyola, da Universidade de Chicago e da Universidade Fordham no mesmo ano. Ele também era amigo íntimo do cardeal Dom Giacomo Lercaro.
Dell'Acqua morreu de um súbito ataque cardíaco na entrada da Basílica do Rosário durante uma peregrinação a Lourdes, aos 68 anos. Inicialmente enterrado no túmulo de sua família no cemitério de Sesto Calende, seus restos foram transferidos em 31 de agosto de 1997, para a igreja paroquial em Sesto Calende, onde foi ordenado sacerdote.

## Curiosidades
Em 1954, Monsenhor Dell'Acqua recebeu um telefonema de um doente Papa Pio XII, que sofria de problemas gástricos, e rapidamente chamou o médico deste último, Riccardo Galeazzi-Lisi.

## Honras e prêmios
- Cavaleiro da Grande Cruz da Ordem do Mérito da República Italiana
- Grã-Cruz da Ordem do Mérito da República Federal da Alemanha
- Cavaleiro da Grande Cruz da Ordem do Infante D. Henrique (Portugal)
- Grande Decoração de Honra em Prata com Sash para Serviços à República da Áustria[3]